# Seda Güven
Seda Güven (Bandırma, 28 agosto 1984) è un'attrice turca.

## Biografia
Nata nel 1984 nel distretto di Bandırma, in provincia di Balıkesir (Turchia) da madre Serpil e da padre è Oğuz Güven (venuto a mancare il 17 luglio 2021), Seda Güven dopo essersi diplomata in design della moda al liceo, ha deciso di iscriversi presso il dipartimento di design tessile dell'Università di Marmara, dove al termine degli studi ha conseguito la laurea.
Nel 2002 ha iniziato la sua carriera di recitazione dopo essere stata scelta per interpretare il ruolo di Şale nella serie Ekmek Teknesi. Nel 2004, dopo essersi iscritta presso l'agenzia BG, è stata scritturata per interpretare il ruolo di Pembe nella serie Büyük Buluşma, seguito nel 2005 dal ruolo di Alev Bozdağlı nella serie Ateşli Topraklar. Nel 2007 ha vestito i panni di Eda nella serie Elveda Derken, seguito dal ruolo di Zeynep nella serie Hepimiz Birimiz İçin. Dal 2010 al 2012 ha ottenuto il ruolo di Meltem Yaşaran nella serie Fatmagül'ün Suçu Ne?. Nel 2012 ha ricoperto il ruolo di Nil nelle serie Merhaba Hayat e Adını Feriha Koydum.
Nel 2014 ha interpretato il ruolo di Ebru nella serie Hayat Yolunda e quello di Valentina "Tina" Verjenskaya nella serie La ragazza e l'ufficiale (Kurt Seyit ve Şura). Nello stesso anno ha compiuto il suo debutto cinematografico con il ruolo di Şenay nel film İksir: Dedemin Sırrı diretto da Birkan Uz. L'anno successivo, nel 2015, ha vestito i panni di Reyhan nel film Git Başımdan diretto da Şahin Altuğ, seguito nel 2016 dal ruolo di Lara nel film Oldu mu Şimdi diretto da Kenan Öztürk. Nello stesso anno ha ricoperto il ruolo di Gonca nella serie Aşk Yalanı Sever.
Nel 2017 ha preso parte al cast della serie Ateşböceği, nel ruolo di İlayda, a quello del film Olanlar Oldu diretto da Hakan Algül, nel ruolo di Mehtap e a quello del film Nane ile Limon: Kayıp Zaman Yolcusu diretto da Günar Köker, nel ruolo di Evren. Nello stesso anno ha vestito i panni di Makyöz nello spettacolo teatrale Ah Bu Evlilik. Nel 2018 ha ottenuto il ruolo di Ceren Kurdoğdu nella serie Adı: Zehra e quello di Eda nel film Kaç Kaça Bilirsen diretto da Hakan Eser, seguito nel 2019 dal ruolo di Gonca nel film Öldür Beni Sevgilim diretto da Şenol Sönmez. L'anno successivo, nel 2020, ha preso parte al cast del film Feride diretto da Ali Yorgancıoğlu e Zeynep Çamcı.

## Vita privata
Seda Güven il 13 novembre 2014 ha sposato il cantante Keremcem, dal quale ha divorziato il 21 agosto 2015. Successivamente, il 21 giugno 2019, è convolata a nozze con l'imprenditore Ali Güzel, dal quale ha avuto un figlio nato il 25 dicembre 2020 e una figlia nata il 21 agosto 2022.

## Filmografia

### Cinema
- İksir: Dedemin Sırrı, regia di Birkan Uz (2014)
- Git Başımdan, regia di Şahin Altuğ (2015)
- Oldu mu Şimdi, regia di Kenan Öztürk (2016)
- Olanlar Oldu, regia di Hakan Algül (2017)
- Nane ile Limon: Kayıp Zaman Yolcusu, regia di Günar Köker (2017)
- Kaç Kaça Bilirsen, regia di Hakan Eser (2018)
- Öldür Beni Sevgilim, regia di Şenol Sönmez (2019)
- Feride, regia di Ali Yorgancıoğlu e Zeynep Çamcı (2020)

### Televisione
- Ekmek Teknesi – serie TV (ATV, 2002)
- Büyük Buluşma – serie TV (Samanyolu TV, 2004)
- Ateşli Topraklar – miniserie TV, 5 episodi (ATV, 2005)
- Elveda Derken – serie TV, 51 episodi (Kanal D, 2007)
- Hepimiz Birimiz İçin – serie TV (Kanal D, 2008)
- Fatmagül'ün Suçu Ne? – serie TV, 80 episodi (Kanal D, 2010-2012)
- Merhaba Hayat – serie TV (Fox, 2012)
- Adını Feriha Koydum – serie TV, 1 episodio (Show TV, 2012)
- Hayat Yolunda – serie TV, 13 episodi (Kanal D, 2014)
- La ragazza e l'ufficiale (Kurt Seyit ve Şura) – serie TV, 13 episodi (Star TV, 2014)
- Aşk Yalanı Sever – serie TV, 7 episodi (Fox, 2016)
- Ateşböceği – serie TV, 17 episodi (Star TV, 2017)
- Adı: Zehra – serie TV, 14 episodi (Fox, 2018)

## Teatro
- Ah Bu Evlilik, presso i teatri della città di Adana (2017)

## Doppiatrici italiane
Nelle versioni in italiano dei suoi film e delle sue serie TV, Seda Güven è stata doppiata da:
- Isabella Benassi[30] ne La ragazza e l'ufficiale[31]